# فرانچسکو پرنیجو
فرانچسکو پرنیجو (به ایتالیایی: Francesco Pernigo) بازیکن فوتبال و اهل ایتالیا است که از سال ۱۹۴۸ میلادی عضو تیم ملی فوتبال ایتالیا بوده و در ۲ بازی ملی حضور داشته‌است. او در بازی‌های ملی‌اش ۵ گل به ثمر رساند.
فرانچسکو پرنیجو آخرین بازی ملی خود را در سال ۱۹۴۸ میلادی انجام داد.